# Syrphophagus taiwanus
Syrphophagus taiwanus är en stekelart som beskrevs av Hayat och Lin 1988. Syrphophagus taiwanus ingår i släktet Syrphophagus och familjen sköldlussteklar.
Artens utbredningsområde är Taiwan. Inga underarter finns listade i Catalogue of Life.